# Signal 100
Pour plus de détails, voir Fiche technique et Distribution.
Signal 100 (シグナル１００, Shigunaru 100) est un film japonais réalisé par Lisa Takeba, sorti en 2019. C'est l'adaptation du manga homonyme d'Arata Miyatsuki (ja) et Shigure Kondō.

## Fiche technique
- Titre français : Signal 100[1]
- Titre original : シグナル１００ (Shigunaru 100?)
- Réalisation : Lisa Takeba
- Scénario : Watanabe Yusuke, d'après le manga homonyme d'Arata Miyatsuki (ja) et Shigure Kondō sorti en France chez Delcourt[1]
- Société de production : Tōei
- Pays de production :  Japon
- Langue originale : japonais
- Format : couleurs - 2,35:1 - 35 mm
- Genre : film dramatique, film d'horreur, thriller
- Durée : 88 min
- Dates de sortie :
  - Espagne : 11 octobre 2019 (Festival international du film de Catalogne)[2]
  - France : 1er novembre 2019 (Utopiales 2019)[1]
  - Japon : 24 janvier 2020[3]

## Distribution
- Shidō Nakamura : Sensei
- Kanna Hashimoto : Rena Kashimura
- Yumi Wakatsuki (ja) : Haruka Koizumi
- Yūta Koseki (en) : Sota Sakaki
- Yuri Tsunematsu (ja) : Noriko Minowa
- Tsukushi Suzuki : Sanae Kimitsu
- Keisuke Higashi : Yotaro Fujita

## Récompenses et distinctions

### Sélections
- Utopiales 2019 : sélection en compétition[4]